# 那波霉素
那波霉素（英語：narbomycin）是一种有机化合物，化学式C28H47NO7，可见于Streptomyces venezuelae等物种。